# Поляков, Александр Маркович
Алекса́ндр Ма́ркович Поляко́в (род. 27 сентября 1945, Москва) — советский и американский физик-теоретик, первоначально работавший в Институте теоретической физики имени Л. Д. Ландау в Черноголовке, а с 1989 года — в Принстонском университете. 
Член Национальной академии наук США (2005), член-корреспондент Академии наук СССР (1984), иностранный член Французской академии наук (1998).

## Биография
Сын литературоведа, профессора Марка Яковлевича Полякова и химика, профессора Ады Александровны Поляковой. Внук председателя Всеукраинской конторы Госбанка СССР и члена Центрального комитета компартии Украины А. М. Певзнера. 
В 1961 году вместе с Александром Мигдалом занял первое место на физико-математической олимпиаде и, будучи девятиклассником, был допущен к вступительным экзаменам в Московский физико-технический институт, где в дальнейшем учился на факультете общей и прикладной физики.

## Вклад в науку
Известен рядом основополагающих вкладов в квантовую теорию поля, в том числе работой над монополем 'т Хоофта — Полякова в теории Янга — Миллса. Независимо от Герарда 'т Хоофта Поляков осознал применимость топологических идей в теории поля посредством открытия монопольных и инстантонных решений в теории Янга — Миллса. Одним из первых он выявил значение масштабной инвариантности в квантовой теории поля, особенно в связи с теорией критических явлений.
Его переформулировка теории струн в терминах ковариантного интеграла по траектории, классификация двумерных конформных теорий поля в статье «Бесконечная конформная симметрия в двумерной квантовой теории поля» совместно с А. А. Белавиным и А. Б. Замолодчиковым, опубликованной в 1984 году, стали классикой теоретической физики. В 2011 они получили совместную премию Ларса Онсагера.

## Общественная позиция
В феврале-марте 2022 подписал два открытых письма (от имени российских учёных и от имени лауреатов Премии по фундаментальной физике) с осуждением вторжения России на Украину и призывом вывести российские войска с украинской территории.

## Награды
- Медаль Дирака (1986)
- Премия Дэнни Хайнемана в области математической физики (1986)
- Медаль Лоренца (1994)
- Медаль Оскара Клейна (1996)
- Премия Харви (2010)
- Премия Ларса Онсагера (2011)
- Медаль имени Макса Планка (2021)

В 2013 году награждён Премией по фундаментальной физике (Fundamental Physics Prize, «Премия Мильнера») за работы в области квантовой теории поля и за труды, ставшие одним из оснований теории струн.

## Основные работы
- Поляков, А. Калибровочные поля и струны. Перевод с английского В. Г. Книжника под редакцией А. А. Белавина и М. Ю. Лашкевича. — М.: ИТФ, 1995. — 300 с. По мнению доктора физико-математических наук, заведующего лабораторией математической физики ГНЦ РФ «Институт теоретической и экспериментальной физики» А. Ю. Морозова, в этой монографии лучше всего отражены «методология и сам дух теории струн»[15].
- Инстантоны, струны и конформная теория поля / Под ред. А. А. Белавина. М., 2002 (в соавт.).